# 奥尔丘特多博兹
奥尔丘特多博兹，是匈牙利费耶尔州所辖的一个村。总面积50.71平方公里，总人口1458，人口密度28.8人/平方公里（2011年1月1日）。